# Juville
Juville é uma comuna francesa na região administrativa de Grande Leste, no departamento de Mosela. Estende-se por uma área de 6,05 km². Em 2010 a comuna tinha 127 habitantes (densidade: 21 hab./km²).